# Mauer bei Melk
Mauer bei Melk är en ort i Österrike. Den ligger i kommunen Dunkelsteinerwald i förbundslandet Niederösterreich, 70 km väster om huvudstaden Wien. Mauer bei Melk ligger 257 meter över havet. 